# Petr Oliva
Petr Oliva (Prága, 1943. február 14. – Prága, 2019. február 9.) cseh színész.
Rendszeresen szinkronizálta Pierre Richardot és Paolo Villaggiót a cseh közönség számára.

## Filmjei

### Mozifilmek
- A gyilkos halála (Atentát) (1965)
- Já spravedlnost (1968)
- Az árulás napjai (Dny zrady) (1973)
- Půlnoční kolona (1973)
- Čas lásky naděje (1976)
- Poslední propadne peklu (1982)
- Záchvěv strachu (1984)

### Tv-sorozatok
- Hříšní lidé města pražského (1968, egy epizódban)
- Zeman őrnagy (30 případů majora Zemana) (1976, két epizódban)
- Bakalári (1976, 1979, két epizódban)
- A Merkur jegyében (Ve znamení Merkura) (1978, egy epizódban)
- Okres na severu (1981, 13 epizódban)
- Mentők (Sanitka) (1984, négy epizódban)
- Hospoda (1996, egy epizódban)
- Kórház a város szélén 20 év múlva (Nemocnice na kraji města po dvaceti letech) (2003, egy epizódban)
- Pojišťovna štěstí (2004, hét epizódban)
- Ordinace v růžové zahradě (2012–2017, 63 epizódban)